# Maison de Bjälbo
La Maison de Bjelbo (suédois : Bjälboätten), également connue sous le nom de  Maison de Folkung (Folkungaätten), est une famille originaire de l'Östergötland  qui donne au royaume de Suède médieval plusieurs  évêques, Jarls et souverains. Ainsi que trois rois de Norvège et un roi de Danemark au XIVe siècle.

## Folkungar
- Folke le Gros, fondateur éponyme de la lignée.
- Magnus Minnisköld

## Folkungar jarls des Svear et des Götar
- 1175-1202 : Birger Bengtsson Brosa
- 1202-1208 : Knut Birgersson
- 1208-1210 : Folke Birgersson
- 1210-1220 : Karl Bengtsson Döve
- 1220-1248 : Ulf Karlsson Fasi
- 1248-1266 : Birger Magnusson

## Folkungar rois de Suède, Norvège et Danemark
- Valdemar Ier de  Suède
- Magnus III de Suède
- Birger de Suède
- Magnus IV de Suède
- Érik XII de Suède
- Håkan Magnusson
- Olof Hakonsson